# Soucy (Aisne)
 Soucy  es una población y comuna francesa, en la región de Picardía, departamento de Aisne, en el distrito de Soissons y cantón de Villers-Cotterêts.

## Demografía
| 91 | 89 | 72 | 62 | 68 | 73 |
| Para los censos de 1962 a 1999 la población legal corresponde a la población sin duplicidades (Fuente: INSEE [Consultar]) |    |    |    |    |    |